# Аспарух Лешников
Аспарух Лешников, известен с творческия си псевдоним Ари, е български певец (тенор) и изпълнител на шлагери с международна известност („стари градски песни“ от 1930-те и 1940-те години). Наричан от европейската критика „Рицарят на горното Фа“.

## Биография
Роден е на 28 юни 1897 г. в Хасково. Аспарух Лешников първоначално се готви за офицер, когато маестро Георги Атанасов открива певческите му възможности и го насочва към музиката. Първият му професионален опит в музиката е от църковния хор на неговия град. Във Военното училище се запознава с Христо Смирненски и от приятелството им се ражда песента „Горчиво кафе“. През 1920 г. започва да учи пеене при проф. Иван Вулпе и две години по-късно заминава да се усъвършенства в Берлин. На изпита за стипендианти в „Щернише Консерваториум“ от над 180 кандидати Лешников попада сред четиримата приети. От 1927 г. е солист в „Чарел-Ревю корус“.
През 1928 г. постъпва във „Фридрихщадпалас“ – най-големият ревю-театър в Берлин. През същата година става водещ тенор на новосформирания секстет „Комедиен хармонист“ (по-познат в България като „Веселите хармонисти“). Останалите изпълнители в трупата са: Ерих Колин – втори тенор, Хари Фромерман – буфотенор, Роман Циковски – баритон, Роберт Биберти – бас, Ервин Боотц – пианист и аранжор. Гастролите им в Германия, Англия, Франция, Белгия, Холандия, Италия, Швеция и Америка предизвикват фурор през 1930–те години. Грамофонните фирми „Одеон“, „Електрола“, „Колумбия“ и „Хиз Мастър войс“ им записват над 280 песни и ги издават в многохиляден тираж. „Комедиен хармонист“ получава предложения за изнасяне на концерти от американския президент Франклин Рузвелт и норвежкия крал Олаф. На 25 март 1934 г. е последният концерт на групата в Германия, след това заминават на турне в САЩ. Изнасят концерт пред 85 000 моряка от атлантическия и тихоокеанския флот на палубата на кораба на американския военноморски флот „Саратога“. Сред официалната публика е президентът Рузвелт. Съставът има интересни срещи с личности като Рузвелт, Крал Олаф, принцеса Юлиана, диригентите Фуртвенглер и Менгелберг. Участват в много филми заедно с популярните Гита Алпар, Марлене Дитрих, Ханс Алберс, Макс Линдер, Пер Морган, Михаел Бойнен, Роза Валети, Ла Яна, Ани Ондра и др.
След идването на власт на Адолф Хитлер секстетът прекратява дейността си, защото трима от състава са евреи. Те заминават в САЩ, докато Аспарух Лешников, Херберт Имлау, Алфред Грюнерт и Фред Касен създават групата „Дас Майстер секстет“ (Das Meistersextett) и работят заедно до 1941 г. След това Аспарух Лешников се завръща в България, където записва над 100 плочи. След 9 септември 1944 г. образува състав, с който обикаля младежките бригади. През 1951 г. е поканен за първи тенор от Георги Белчев за създаване на квинтет по подобие на „Комедиен хармонист“. През 1958 г. участва в пътуващата естрада „Балкан“. През 1960-те г. се получава донос, че е бил любимец на Хитлер и Йозеф Гьобелс. Последните си години прекарва като певец в цирка и метач в „Борисовата градина“. През 1965 г. е гост на ГДР. Обявен е за почетен гост на градовете Дрезден и Шверин. През 1968 г. на тържествен юбилей във „Фридрихщадпалас“ му е връчена златна значка на почетен член на театъра.
В края на 1960-те г. започва преиздаването на плочите на „Комедиен хармонист“ във ФРГ. След това „Балкантон“ издава дългосвирещи плочи с най-добрите му песни. Умира в бедност на 31 юли 1978 г. в София.

## Дискография

### Сингли на 78 об./м. (твърди плочи)
| Година | Албум                                      | Издател  | Каталожен номер |
| ------ | ------------------------------------------ | -------- | --------------- |
| 1933   | „Белокаменна чешма“/ „Поне тази нощ“       | Орфей    | 1002            |
|        | „Бекярин“/ „Гурбетчия“                     | Орфей    | 1049            |
| 1940   | „Помня тази вечеръ“/ „Пѣсеньта на часовоя“ | Микрофон | 4108            |

### Малки плочи
| Година | Албум                                                    | Вид | Издател   | Каталожен номер |
| ------ | -------------------------------------------------------- | --- | --------- | --------------- |
| 1980   | „Нощта заспива, пустей кръчмата“/ „Пуста, черна чужбина“ | SP  | Балкантон | ВТК 3615        |

### Дългосвирещи плочи
| Година | Албум                                                  | Издател   | Каталожен номер |
| ------ | ------------------------------------------------------ | --------- | --------------- |
| 1967   | „Стари изпълнения на Аспарух Лешников“                 | Балкантон | 446, ВТН 446    |
| 1967   | „Стари изпълнения на Аспарух Лешников и Надя Сотирова“ | Балкантон | BTA 446         |
| 1977   | „Аспарух Лешников“                                     | Балкантон | ВТА 1645        |

### Аудиокасети
| Година | Албум                                                           | Издател    | Каталожен номер |
| ------ | --------------------------------------------------------------- | ---------- | --------------- |
| 1995   | „Любимите песни на Аспарух Лешников. Един златен кестен за Ари“ | Riva Sound | RS-0217         |
| 1997   | „Аспарух Лешников и вокална група Комедиен хармонист“           | Балкантон  | ВТМС 7688       |

### Компактдискове
| Година | Албум                               | Издател   | Каталожен номер |
| ------ | ----------------------------------- | --------- | --------------- |
| 1997   | „Ари Лешников и Комедиен хармонист“ | Балкантон | 070202          |

## Отличия и награди
- 1968 г. – награден е със златна значка и званието почетен член на „Фридрихщатпалас“ за заслуги към немската култура
- 1977 г. – удостоен е с орден „Кирил и Методий“[1]

## Филмография
- Отново в живота – Солист от Овчаров Джаз (Премиера: 4 януари 1947 г.)

## Памет
На Аспарух Лешников е наречена улица в квартал „Кръстова вада“ в София (Карта). Ежегодно в началото на юни в Хасково се провежда Национален конкурс-фестивал „С песните на Ари“, който е посветен на Аспарух Лешников. В него взимат участие непрофесионални изпълнители на стари градски песни.